# Eneco Tour 2007
La 3e édition de l'Eneco Tour, inscrite au calendrier de l'UCI ProTour 2007, s'est déroulée du 22 au 29 août 2007. L'Espagnol José Iván Gutiérrez (Caisse d'Épargne) remporte cette édition devant David Millar et Gustav Larsson.

## Présentation

### Equipes
L'Eneco Tour figurant au calendrier du ProTour, les 19 UCI Proteams sont présentes, auxquelles il faut ajouter deux équipes continentales invitées.
| ProTeams (19)- Bouygues Telecom - Caisse d'Épargne - Cofidis-Le Crédit par Téléphone - Crédit agricole - CSC - Discovery Channel - Euskaltel-Euskadi - Gerolsteiner - La Française des jeux - Lampre-Fondital - Liquigas - Predictor-Lotto - Rabobank - Saunier Duval-Prodir - T-Mobile - AG2R Prévoyance - Quick Step-Innergetic - Team Milram - Unibet.com Équipes continentales professionnelles (2)- Skil-Shimano - Chocolade Jacques-Topsport Vlaanderen |
| |

## Etapes
| Étape     | Date    | Villes étapes                   | type                        | Distance (km) | Vainqueur d'étape  | Leader du classement général |
| --------- | ------- | ------------------------------- | --------------------------- | ------------- | ------------------ | ---------------------------- |
| Prologue  | 22 août | Hasselt – Hasselt               | contre-la-montre individuel | 5,1           | Michiel Elijzen    | Michiel Elijzen              |
| 1re étape | 23 août | Waremme – Eupen                 | étape vallonnée             | 189,5         | Nick Nuyens        | Nick Nuyens                  |
| 2e étape  | 24 août | Anvers – Knocke-Heyst           | étape de plaine             | 199,1         | Mark Cavendish     | Nick Nuyens                  |
| 3e étape  | 25 août | Knocke-Heyst – Putte            | étape de plaine             | 170,8         | Robbie McEwen      | Nick Nuyens                  |
| 4e étape  | 26 août | Maldeghem – Terneuzen           | étape de plaine             | 182,7         | Wouter Weylandt    | Nick Nuyens                  |
| 5e étape  | 27 août | Terneuzen – Nieuwegein          | étape de plaine             | 179,9         | Luciano Pagliarini | Nick Nuyens                  |
| 6e étape  | 28 août | Beek – Landgraaf                | étape vallonnée             | 177,4         | Pablo Lastras      | Thomas Dekker                |
| 7e étape  | 29 août | Sittard-Geleen – Sittard-Geleen | contre-la-montre individuel | 29,6          | Sébastien Rosseler | José Iván Gutiérrez          |

## Récit de la course
Le prologue disputé autour de la ville limbourgeoise de Hasselt est remporté par le jeune Néerlandais de l'équipe Cofidis Michiel Elijzen, devant Juan Antonio Flecha et Johan Vansummeren. Trois coéquipiers du vainqueurs se placent aux 4e, 5e et 7e places : Tyler Farrar, Nick Nuyens et Rik Verbrugghe. Il faut toutefois noter que les favoris tels que David Millar, Vladimir Gusev, Thomas Dekker, partis parmi les derniers, ont pu être ralentis par la pluie.
La profil de la 1re étape s'apparentait à celui d'une classique ardennaise, avec les ascensions du Mur de Huy, du Stockeu, ou du Mont Rigi, et sa montée finale à Eupen, capitale de la Communauté germanophone de Belgique. Après une course marquée par de nombreuses attaques, sept coureurs s'échappaient à 10 km de l'arrivée : Thomas Dekker, José Iván Gutiérrez, Leif Hoste, David Millar, Nick Nuyens,Christophe Riblon et Jurgen Van den Broeck. Nuyens s'imposant devant Dekker, Gutierrez et Millar, il s'emparait du maillot rouge de leader de son coéquipier Elijzen.
Les quatre étapes, bien plus plates, se conclurent au sprint : Mark Cavendish, Robbie McEwen s'imposèrent, puis Wouter Weylandt, déclassé la veille et dont le sprint, jugé cette fois régulier, fut contesté par Thor Hushovd, second. Après la 5e étape, qui revint au Brésilien Luciano Pagliarini, le classement général n'avait pas subi d'évolution notable depuis la 1e étape.
La 6e et avant-dernière étape empruntait les routes de l'Amstel Gold Race, comprenait les ascensions du Cauberg, du Camerig (nl) et de l'Eyserbosweg, et vit la victoire de Pablo Lastras, concluant une échappée d'une quinzaine de coureurs. Le principal évènement du jour concernant le classement général eut cependant lieu en début d'étape : une chute massive envoya Nick Nuyens au sol, le contraignant à l'abandon. Thomas Dekker, touché plus légèrement, s'empara alors du maillot de leader.
Au départ du contre-la-montre final, les favoris pour la victoire finale étaient Dekker, Millar, Gutierrez, et Hoste, respectivement 1e, 2e, 3e et 5e au général et bons rouleurs. L'étape fut cependant remportée par le Belge Sébastien Rosseler. La victoire finale revint à José Iván Gutiérrez, 2e de l'étape, devant Millar et Gustav Larsson (4e et 3e du contre-la-montre).

## Les étapes

### Prologue
Le prologue s'est déroulé le 22 août.
| \| Classement de l'étape \| Classement de l'étape \| Classement de l'étape \| Classement de l'étape \| Classement de l'étape \| \| Coureur \| Coureur \| Pays \| Équipe \| Temps \| \| --------------------- \| --------------------- \| --------------------- \| ------------------------------- \| --------------------- \| \| 1er \| Michiel Elijzen \| Pays-Bas \| Cofidis-Le Crédit par Téléphone \| 6 min 09 s \| \| 2e \| Juan Antonio Flecha \| Espagne \| Rabobank \| + 1 s \| \| 3e \| Johan Vansummeren \| Belgique \| Predictor-Lotto \| + 2 s \| \| 4e \| Tyler Farrar \| États-Unis \| Cofidis-Le Crédit par Téléphone \| + 3 s \| \| 5e \| Nick Nuyens \| Belgique \| Cofidis-Le Crédit par Téléphone \| + 5 s \| \| 6e \| Servais Knaven \| Pays-Bas \| T-Mobile \| + 7 s \| \| 7e \| Rik Verbrugghe \| Belgique \| Cofidis-Le Crédit par Téléphone \| + 7 s \| \| 8e \| Léon van Bon \| Pays-Bas \| Rabobank \| + 7 s \| \| 9e \| Enrico Gasparotto \| Italie \| Liquigas \| + 8 s \| \| 10e \| Thomas Dekker \| Pays-Bas \| Rabobank \| + 8 s \| |                     |            |                                 |            |
| |                     |            |                                 |            |
| |                     |            |                                 |            |
| Classement de l'étape |                     |            |                                 |            |
| Coureur | Coureur             | Pays       | Équipe                          | Temps      |
| 1er | Michiel Elijzen     | Pays-Bas   | Cofidis-Le Crédit par Téléphone | 6 min 09 s |
| 2e | Juan Antonio Flecha | Espagne    | Rabobank                        | + 1 s      |
| 3e | Johan Vansummeren   | Belgique   | Predictor-Lotto                 | + 2 s      |
| 4e | Tyler Farrar        | États-Unis | Cofidis-Le Crédit par Téléphone | + 3 s      |
| 5e | Nick Nuyens         | Belgique   | Cofidis-Le Crédit par Téléphone | + 5 s      |
| 6e | Servais Knaven      | Pays-Bas   | T-Mobile                        | + 7 s      |
| 7e | Rik Verbrugghe      | Belgique   | Cofidis-Le Crédit par Téléphone | + 7 s      |
| 8e | Léon van Bon        | Pays-Bas   | Rabobank                        | + 7 s      |
| 9e | Enrico Gasparotto   | Italie     | Liquigas                        | + 8 s      |
| 10e | Thomas Dekker       | Pays-Bas   | Rabobank                        | + 8 s      |

| \| Classement général \| Classement général \| Classement général \| Classement général \| Classement général \| \| Coureur \| Coureur \| Pays \| Équipe \| Temps \| \| ------------------ \| ------------------- \| ------------------ \| ------------------------------- \| ------------------ \| \| 1er \| Michiel Elijzen \| Pays-Bas \| Cofidis-Le Crédit par Téléphone \| 6 min 09 s \| \| 2e \| Juan Antonio Flecha \| Espagne \| Rabobank \| + 1 s \| \| 3e \| Johan Vansummeren \| Belgique \| Predictor-Lotto \| + 2 s \| \| 4e \| Tyler Farrar \| États-Unis \| Cofidis-Le Crédit par Téléphone \| + 3 s \| \| 5e \| Nick Nuyens \| Belgique \| Cofidis-Le Crédit par Téléphone \| + 5 s \| \| 6e \| Servais Knaven \| Pays-Bas \| T-Mobile \| + 7 s \| \| 7e \| Rik Verbrugghe \| Belgique \| Cofidis-Le Crédit par Téléphone \| + 7 s \| \| 8e \| Léon van Bon \| Pays-Bas \| Rabobank \| + 7 s \| \| 9e \| Enrico Gasparotto \| Italie \| Liquigas \| + 8 s \| \| 10e \| Thomas Dekker \| Pays-Bas \| Rabobank \| + 8 s \| |                     |            |                                 |            |
| |                     |            |                                 |            |
| |                     |            |                                 |            |
| Classement général |                     |            |                                 |            |
| Coureur | Coureur             | Pays       | Équipe                          | Temps      |
| 1er | Michiel Elijzen     | Pays-Bas   | Cofidis-Le Crédit par Téléphone | 6 min 09 s |
| 2e | Juan Antonio Flecha | Espagne    | Rabobank                        | + 1 s      |
| 3e | Johan Vansummeren   | Belgique   | Predictor-Lotto                 | + 2 s      |
| 4e | Tyler Farrar        | États-Unis | Cofidis-Le Crédit par Téléphone | + 3 s      |
| 5e | Nick Nuyens         | Belgique   | Cofidis-Le Crédit par Téléphone | + 5 s      |
| 6e | Servais Knaven      | Pays-Bas   | T-Mobile                        | + 7 s      |
| 7e | Rik Verbrugghe      | Belgique   | Cofidis-Le Crédit par Téléphone | + 7 s      |
| 8e | Léon van Bon        | Pays-Bas   | Rabobank                        | + 7 s      |
| 9e | Enrico Gasparotto   | Italie     | Liquigas                        | + 8 s      |
| 10e | Thomas Dekker       | Pays-Bas   | Rabobank                        | + 8 s      |

### 1reétape
La première étape s'est déroulée le 23 août.
| \| Classement de l'étape \| Classement de l'étape \| Classement de l'étape \| Classement de l'étape \| Classement de l'étape \| \| Coureur \| Coureur \| Pays \| Équipe \| Temps \| \| --------------------- \| --------------------- \| --------------------- \| ------------------------------- \| --------------------- \| \| 1er \| Nick Nuyens \| Belgique \| Cofidis-Le Crédit par Téléphone \| 4 h 42 min 38 s \| \| 2e \| Thomas Dekker \| Pays-Bas \| Rabobank \| + 0 s \| \| 3e \| José Iván Gutiérrez \| Espagne \| Caisse d'Épargne \| + 0 s \| \| 4e \| David Millar \| Royaume-Uni \| Saunier Duval-Prodir \| + 0 s \| \| 5e \| Jurgen Van den Broeck \| Belgique \| Predictor-Lotto \| + 6 s \| \| 6e \| Leif Hoste \| Belgique \| Predictor-Lotto \| + 9 s \| \| 7e \| Christophe Riblon \| France \| AG2R Prévoyance \| + 13 s \| \| 8e \| Alessandro Ballan \| Italie \| Lampre-Fondital \| + 24 s \| \| 9e \| Paul Martens \| Allemagne \| Skil-Shimano \| + 24 s \| \| 10e \| Rubens Bertogliati \| Suisse \| Saunier Duval-Prodir \| + 24 s \| |                       |             |                                 |                 |
| |                       |             |                                 |                 |
| |                       |             |                                 |                 |
| Classement de l'étape |                       |             |                                 |                 |
| Coureur | Coureur               | Pays        | Équipe                          | Temps           |
| 1er | Nick Nuyens           | Belgique    | Cofidis-Le Crédit par Téléphone | 4 h 42 min 38 s |
| 2e | Thomas Dekker         | Pays-Bas    | Rabobank                        | + 0 s           |
| 3e | José Iván Gutiérrez   | Espagne     | Caisse d'Épargne                | + 0 s           |
| 4e | David Millar          | Royaume-Uni | Saunier Duval-Prodir            | + 0 s           |
| 5e | Jurgen Van den Broeck | Belgique    | Predictor-Lotto                 | + 6 s           |
| 6e | Leif Hoste            | Belgique    | Predictor-Lotto                 | + 9 s           |
| 7e | Christophe Riblon     | France      | AG2R Prévoyance                 | + 13 s          |
| 8e | Alessandro Ballan     | Italie      | Lampre-Fondital                 | + 24 s          |
| 9e | Paul Martens          | Allemagne   | Skil-Shimano                    | + 24 s          |
| 10e | Rubens Bertogliati    | Suisse      | Saunier Duval-Prodir            | + 24 s          |

| \| Classement général \| Classement général \| Classement général \| Classement général \| Classement général \| \| Coureur \| Coureur \| Pays \| Équipe \| Temps \| \| ------------------ \| --------------------- \| ------------------ \| ------------------------------- \| ------------------ \| \| 1er \| Nick Nuyens \| Belgique \| Cofidis-Le Crédit par Téléphone \| 4 h 48 min 39 s \| \| 2e \| Thomas Dekker \| Pays-Bas \| Rabobank \| + 10 s \| \| 3e \| José Iván Gutiérrez \| Espagne \| Caisse d'Épargne \| + 17 s \| \| 4e \| David Millar \| Royaume-Uni \| Saunier Duval-Prodir \| + 19 s \| \| 5e \| Jurgen Van den Broeck \| Belgique \| Predictor-Lotto \| + 25 s \| \| 6e \| Leif Hoste \| Belgique \| Predictor-Lotto \| + 37 s \| \| 7e \| Christophe Riblon \| France \| AG2R Prévoyance \| + 38 s \| \| 8e \| Léon van Bon \| Pays-Bas \| Rabobank \| + 44 s \| \| 9e \| Bram Tankink \| Pays-Bas \| Quick Step-Innergetic \| + 49 s \| \| 10e \| Paul Martens \| Allemagne \| Skil-Shimano \| + 49 s \| |                       |             |                                 |                 |
| |                       |             |                                 |                 |
| |                       |             |                                 |                 |
| Classement général |                       |             |                                 |                 |
| Coureur | Coureur               | Pays        | Équipe                          | Temps           |
| 1er | Nick Nuyens           | Belgique    | Cofidis-Le Crédit par Téléphone | 4 h 48 min 39 s |
| 2e | Thomas Dekker         | Pays-Bas    | Rabobank                        | + 10 s          |
| 3e | José Iván Gutiérrez   | Espagne     | Caisse d'Épargne                | + 17 s          |
| 4e | David Millar          | Royaume-Uni | Saunier Duval-Prodir            | + 19 s          |
| 5e | Jurgen Van den Broeck | Belgique    | Predictor-Lotto                 | + 25 s          |
| 6e | Leif Hoste            | Belgique    | Predictor-Lotto                 | + 37 s          |
| 7e | Christophe Riblon     | France      | AG2R Prévoyance                 | + 38 s          |
| 8e | Léon van Bon          | Pays-Bas    | Rabobank                        | + 44 s          |
| 9e | Bram Tankink          | Pays-Bas    | Quick Step-Innergetic           | + 49 s          |
| 10e | Paul Martens          | Allemagne   | Skil-Shimano                    | + 49 s          |

### 2eétape
La deuxième étape s'est déroulée le 24 août.
| \| Classement de l'étape \| Classement de l'étape \| Classement de l'étape \| Classement de l'étape \| Classement de l'étape \| \| Coureur \| Coureur \| Pays \| Équipe \| Temps \| \| --------------------- \| --------------------- \| --------------------- \| --------------------- \| --------------------- \| \| 1er \| Mark Cavendish \| Royaume-Uni \| T-Mobile \| 4 h 31 min 09 s \| \| 2e \| Fred Rodriguez \| États-Unis \| Predictor-Lotto \| + 0 s \| \| 3e \| Kenny van Hummel \| Pays-Bas \| Skil-Shimano \| + 0 s \| \| 4e \| Heinrich Haussler \| Allemagne \| Gerolsteiner \| + 0 s \| \| 5e \| Alexei Markov \| Russie \| Caisse d'Épargne \| + 0 s \| \| 6e \| Daniele Righi \| Italie \| Lampre-Fondital \| + 0 s \| \| 7e \| Marco Zanotti \| Italie \| Unibet.com \| + 0 s \| \| 8e \| Mirco Lorenzetto \| Italie \| Team Milram \| + 0 s \| \| 9e \| Mirko Celestino \| Italie \| Team Milram \| + 0 s \| \| 10e \| Steven de Jongh \| Pays-Bas \| Quick Step-Innergetic \| + 0 s \| |                   |             |                       |                 |
| |                   |             |                       |                 |
| |                   |             |                       |                 |
| Classement de l'étape |                   |             |                       |                 |
| Coureur | Coureur           | Pays        | Équipe                | Temps           |
| 1er | Mark Cavendish    | Royaume-Uni | T-Mobile              | 4 h 31 min 09 s |
| 2e | Fred Rodriguez    | États-Unis  | Predictor-Lotto       | + 0 s           |
| 3e | Kenny van Hummel  | Pays-Bas    | Skil-Shimano          | + 0 s           |
| 4e | Heinrich Haussler | Allemagne   | Gerolsteiner          | + 0 s           |
| 5e | Alexei Markov     | Russie      | Caisse d'Épargne      | + 0 s           |
| 6e | Daniele Righi     | Italie      | Lampre-Fondital       | + 0 s           |
| 7e | Marco Zanotti     | Italie      | Unibet.com            | + 0 s           |
| 8e | Mirco Lorenzetto  | Italie      | Team Milram           | + 0 s           |
| 9e | Mirko Celestino   | Italie      | Team Milram           | + 0 s           |
| 10e | Steven de Jongh   | Pays-Bas    | Quick Step-Innergetic | + 0 s           |

| \| Classement général \| Classement général \| Classement général \| Classement général \| Classement général \| \| Coureur \| Coureur \| Pays \| Équipe \| Temps \| \| ------------------ \| ------------------- \| ------------------ \| ------------------------------- \| ------------------ \| \| 1er \| Nick Nuyens \| Belgique \| Cofidis-Le Crédit par Téléphone \| 9 h 19 min 48 s \| \| 2e \| Thomas Dekker \| Pays-Bas \| Rabobank \| + 10 s \| \| 3e \| José Iván Gutiérrez \| Espagne \| Caisse d'Épargne \| + 17 s \| \| 4e \| David Millar \| Royaume-Uni \| Saunier Duval-Prodir \| + 18 s \| \| 5e \| José Iván Gutiérrez \| Espagne \| Caisse d'Épargne \| + 25 s \| \| 6e \| Leif Hoste \| Belgique \| Predictor-Lotto \| + 37 s \| \| 7e \| Christophe Riblon \| France \| AG2R Prévoyance \| + 38 s \| \| 8e \| Léon van Bon \| Pays-Bas \| Rabobank \| + 41 s \| \| 9e \| Bram Tankink \| Pays-Bas \| Quick Step-Innergetic \| + 49 s \| \| 10e \| Paul Martens \| Allemagne \| Skil-Shimano \| + 49 s \| |                     |             |                                 |                 |
| |                     |             |                                 |                 |
| |                     |             |                                 |                 |
| Classement général |                     |             |                                 |                 |
| Coureur | Coureur             | Pays        | Équipe                          | Temps           |
| 1er | Nick Nuyens         | Belgique    | Cofidis-Le Crédit par Téléphone | 9 h 19 min 48 s |
| 2e | Thomas Dekker       | Pays-Bas    | Rabobank                        | + 10 s          |
| 3e | José Iván Gutiérrez | Espagne     | Caisse d'Épargne                | + 17 s          |
| 4e | David Millar        | Royaume-Uni | Saunier Duval-Prodir            | + 18 s          |
| 5e | José Iván Gutiérrez | Espagne     | Caisse d'Épargne                | + 25 s          |
| 6e | Leif Hoste          | Belgique    | Predictor-Lotto                 | + 37 s          |
| 7e | Christophe Riblon   | France      | AG2R Prévoyance                 | + 38 s          |
| 8e | Léon van Bon        | Pays-Bas    | Rabobank                        | + 41 s          |
| 9e | Bram Tankink        | Pays-Bas    | Quick Step-Innergetic           | + 49 s          |
| 10e | Paul Martens        | Allemagne   | Skil-Shimano                    | + 49 s          |

- Wouter Weylandt (Quick Step-Innergetic) initialement troisième est déclassé pour sprint irrégulier.

### 3eétape
La troisième étape s'est déroulée le 25 août.
| \| Classement de l'étape \| Classement de l'étape \| Classement de l'étape \| Classement de l'étape \| Classement de l'étape \| \| Coureur \| Coureur \| Pays \| Équipe \| Temps \| \| --------------------- \| --------------------- \| --------------------- \| --------------------- \| --------------------- \| \| 1er \| Robbie McEwen \| Australie \| Predictor-Lotto \| 3 h 42 min 28 s \| \| 2e \| Francesco Chicchi \| Italie \| Liquigas \| + 0 s \| \| 3e \| Thor Hushovd \| Norvège \| Crédit Agricole \| + 0 s \| \| 4e \| Mark Cavendish \| Royaume-Uni \| T-Mobile \| + 0 s \| \| 5e \| Kenny van Hummel \| Pays-Bas \| Skil-Shimano \| + 0 s \| \| 6e \| Luciano Pagliarini \| Brésil \| Saunier Duval-Prodir \| + 0 s \| \| 7e \| Steven de Jongh \| Pays-Bas \| Quick Step-Innergetic \| + 0 s \| \| 8e \| David Kopp \| Allemagne \| Gerolsteiner \| + 0 s \| \| 9e \| Wouter Weylandt \| Belgique \| Quick Step-Innergetic \| + 0 s \| \| 10e \| Graeme Brown \| Australie \| Rabobank \| + 0 s \| |                    |             |                       |                 |
| |                    |             |                       |                 |
| |                    |             |                       |                 |
| Classement de l'étape |                    |             |                       |                 |
| Coureur | Coureur            | Pays        | Équipe                | Temps           |
| 1er | Robbie McEwen      | Australie   | Predictor-Lotto       | 3 h 42 min 28 s |
| 2e | Francesco Chicchi  | Italie      | Liquigas              | + 0 s           |
| 3e | Thor Hushovd       | Norvège     | Crédit Agricole       | + 0 s           |
| 4e | Mark Cavendish     | Royaume-Uni | T-Mobile              | + 0 s           |
| 5e | Kenny van Hummel   | Pays-Bas    | Skil-Shimano          | + 0 s           |
| 6e | Luciano Pagliarini | Brésil      | Saunier Duval-Prodir  | + 0 s           |
| 7e | Steven de Jongh    | Pays-Bas    | Quick Step-Innergetic | + 0 s           |
| 8e | David Kopp         | Allemagne   | Gerolsteiner          | + 0 s           |
| 9e | Wouter Weylandt    | Belgique    | Quick Step-Innergetic | + 0 s           |
| 10e | Graeme Brown       | Australie   | Rabobank              | + 0 s           |

| \| Classement général \| Classement général \| Classement général \| Classement général \| Classement général \| \| Coureur \| Coureur \| Pays \| Équipe \| Temps \| \| ------------------ \| --------------------- \| ------------------ \| ------------------------------- \| ------------------ \| \| 1er \| Nick Nuyens \| Belgique \| Cofidis-Le Crédit par Téléphone \| 13 h 02 min 16 s \| \| 2e \| Thomas Dekker \| Pays-Bas \| Rabobank \| + 10 s \| \| 3e \| José Iván Gutiérrez \| Espagne \| Caisse d'Épargne \| + 17 s \| \| 4e \| David Millar \| Royaume-Uni \| Saunier Duval-Prodir \| + 18 s \| \| 5e \| Jurgen Van den Broeck \| Belgique \| Predictor-Lotto \| + 25 s \| \| 6e \| Leif Hoste \| Belgique \| Predictor-Lotto \| + 37 s \| \| 7e \| Christophe Riblon \| France \| AG2R Prévoyance \| + 38 s \| \| 8e \| Léon van Bon \| Pays-Bas \| Rabobank \| + 41 s \| \| 9e \| Bram Tankink \| Pays-Bas \| Quick Step-Innergetic \| + 49 s \| \| 10e \| Paul Martens \| Allemagne \| Skil-Shimano \| + 49 s \| |                       |             |                                 |                  |
| |                       |             |                                 |                  |
| |                       |             |                                 |                  |
| Classement général |                       |             |                                 |                  |
| Coureur | Coureur               | Pays        | Équipe                          | Temps            |
| 1er | Nick Nuyens           | Belgique    | Cofidis-Le Crédit par Téléphone | 13 h 02 min 16 s |
| 2e | Thomas Dekker         | Pays-Bas    | Rabobank                        | + 10 s           |
| 3e | José Iván Gutiérrez   | Espagne     | Caisse d'Épargne                | + 17 s           |
| 4e | David Millar          | Royaume-Uni | Saunier Duval-Prodir            | + 18 s           |
| 5e | Jurgen Van den Broeck | Belgique    | Predictor-Lotto                 | + 25 s           |
| 6e | Leif Hoste            | Belgique    | Predictor-Lotto                 | + 37 s           |
| 7e | Christophe Riblon     | France      | AG2R Prévoyance                 | + 38 s           |
| 8e | Léon van Bon          | Pays-Bas    | Rabobank                        | + 41 s           |
| 9e | Bram Tankink          | Pays-Bas    | Quick Step-Innergetic           | + 49 s           |
| 10e | Paul Martens          | Allemagne   | Skil-Shimano                    | + 49 s           |

### 4eétape
La quatrième étape s'est déroulée le 26 août.
| \| Classement de l'étape \| Classement de l'étape \| Classement de l'étape \| Classement de l'étape \| Classement de l'étape \| \| Coureur \| Coureur \| Pays \| Équipe \| Temps \| \| --------------------- \| --------------------- \| --------------------- \| ------------------------------------- \| --------------------- \| \| 1er \| Wouter Weylandt \| Belgique \| Quick Step-Innergetic \| 4 h 09 min 31 s \| \| 2e \| Thor Hushovd \| Norvège \| Crédit Agricole \| + 0 s \| \| 3e \| Matthew Goss \| Australie \| CSC \| + 0 s \| \| 4e \| Gorik Gardeyn \| Belgique \| Unibet.com \| + 0 s \| \| 5e \| Fabio Baldato \| Italie \| Lampre-Fondital \| + 0 s \| \| 6e \| Luciano Pagliarini \| Brésil \| Saunier Duval-Prodir \| + 0 s \| \| 7e \| Francesco Chicchi \| Italie \| Liquigas \| + 0 s \| \| 8e \| Saïd Haddou \| France \| Bouygues Telecom \| + 0 s \| \| 9e \| David Kopp \| Allemagne \| Gerolsteiner \| + 0 s \| \| 10e \| Steven Caethoven \| Belgique \| Chocolade Jacques-Topsport Vlaanderen \| + 0 s \| |                    |           |                                       |                 |
| |                    |           |                                       |                 |
| |                    |           |                                       |                 |
| Classement de l'étape |                    |           |                                       |                 |
| Coureur | Coureur            | Pays      | Équipe                                | Temps           |
| 1er | Wouter Weylandt    | Belgique  | Quick Step-Innergetic                 | 4 h 09 min 31 s |
| 2e | Thor Hushovd       | Norvège   | Crédit Agricole                       | + 0 s           |
| 3e | Matthew Goss       | Australie | CSC                                   | + 0 s           |
| 4e | Gorik Gardeyn      | Belgique  | Unibet.com                            | + 0 s           |
| 5e | Fabio Baldato      | Italie    | Lampre-Fondital                       | + 0 s           |
| 6e | Luciano Pagliarini | Brésil    | Saunier Duval-Prodir                  | + 0 s           |
| 7e | Francesco Chicchi  | Italie    | Liquigas                              | + 0 s           |
| 8e | Saïd Haddou        | France    | Bouygues Telecom                      | + 0 s           |
| 9e | David Kopp         | Allemagne | Gerolsteiner                          | + 0 s           |
| 10e | Steven Caethoven   | Belgique  | Chocolade Jacques-Topsport Vlaanderen | + 0 s           |

| \| Classement général \| Classement général \| Classement général \| Classement général \| Classement général \| \| Coureur \| Coureur \| Pays \| Équipe \| Temps \| \| ------------------ \| --------------------- \| ------------------ \| ------------------------------- \| ------------------ \| \| 1er \| Nick Nuyens \| Belgique \| Cofidis-Le Crédit par Téléphone \| 17 h 11 min 47 s \| \| 2e \| Thomas Dekker \| Pays-Bas \| Rabobank \| + 10 s \| \| 3e \| José Iván Gutiérrez \| Espagne \| Caisse d'Épargne \| + 14 s \| \| 4e \| David Millar \| Royaume-Uni \| Saunier Duval-Prodir \| + 16 s \| \| 5e \| Jurgen Van den Broeck \| Belgique \| Predictor-Lotto \| + 25 s \| \| 6e \| Leif Hoste \| Belgique \| Predictor-Lotto \| + 37 s \| \| 7e \| Léon van Bon \| Pays-Bas \| Rabobank \| + 41 s \| \| 8e \| Bram Tankink \| Pays-Bas \| Quick Step-Innergetic \| + 48 s \| \| 9e \| Paul Martens \| Allemagne \| Skil-Shimano \| + 49 s \| \| 10e \| Piet Rooijakkers \| Pays-Bas \| Skil-Shimano \| + 50 s \| |                       |             |                                 |                  |
| |                       |             |                                 |                  |
| |                       |             |                                 |                  |
| Classement général |                       |             |                                 |                  |
| Coureur | Coureur               | Pays        | Équipe                          | Temps            |
| 1er | Nick Nuyens           | Belgique    | Cofidis-Le Crédit par Téléphone | 17 h 11 min 47 s |
| 2e | Thomas Dekker         | Pays-Bas    | Rabobank                        | + 10 s           |
| 3e | José Iván Gutiérrez   | Espagne     | Caisse d'Épargne                | + 14 s           |
| 4e | David Millar          | Royaume-Uni | Saunier Duval-Prodir            | + 16 s           |
| 5e | Jurgen Van den Broeck | Belgique    | Predictor-Lotto                 | + 25 s           |
| 6e | Leif Hoste            | Belgique    | Predictor-Lotto                 | + 37 s           |
| 7e | Léon van Bon          | Pays-Bas    | Rabobank                        | + 41 s           |
| 8e | Bram Tankink          | Pays-Bas    | Quick Step-Innergetic           | + 48 s           |
| 9e | Paul Martens          | Allemagne   | Skil-Shimano                    | + 49 s           |
| 10e | Piet Rooijakkers      | Pays-Bas    | Skil-Shimano                    | + 50 s           |

### 5eétape
La cinquième étape s'est déroulée le 27 août.
| \| Classement de l'étape \| Classement de l'étape \| Classement de l'étape \| Classement de l'étape \| Classement de l'étape \| \| Coureur \| Coureur \| Pays \| Équipe \| Temps \| \| --------------------- \| --------------------- \| --------------------- \| --------------------- \| --------------------- \| \| 1er \| Luciano Pagliarini \| Brésil \| Saunier Duval-Prodir \| 4 h 01 min 10 s \| \| 2e \| Mark Cavendish \| Royaume-Uni \| T-Mobile \| + 0 s \| \| 3e \| Graeme Brown \| Australie \| Rabobank \| + 0 s \| \| 4e \| Gorik Gardeyn \| Belgique \| Unibet.com \| + 0 s \| \| 5e \| Tomas Vaitkus \| Lituanie \| Discovery Channel \| + 0 s \| \| 6e \| Alexei Markov \| Russie \| Caisse d'Épargne \| + 0 s \| \| 7e \| David Kopp \| Allemagne \| Gerolsteiner \| + 0 s \| \| 8e \| Steven de Jongh \| Pays-Bas \| Quick Step-Innergetic \| + 0 s \| \| 9e \| Juan José Haedo \| Argentine \| CSC \| + 0 s \| \| 10e \| Enrico Gasparotto \| Italie \| Liquigas \| + 0 s \| |                    |             |                       |                 |
| |                    |             |                       |                 |
| |                    |             |                       |                 |
| Classement de l'étape |                    |             |                       |                 |
| Coureur | Coureur            | Pays        | Équipe                | Temps           |
| 1er | Luciano Pagliarini | Brésil      | Saunier Duval-Prodir  | 4 h 01 min 10 s |
| 2e | Mark Cavendish     | Royaume-Uni | T-Mobile              | + 0 s           |
| 3e | Graeme Brown       | Australie   | Rabobank              | + 0 s           |
| 4e | Gorik Gardeyn      | Belgique    | Unibet.com            | + 0 s           |
| 5e | Tomas Vaitkus      | Lituanie    | Discovery Channel     | + 0 s           |
| 6e | Alexei Markov      | Russie      | Caisse d'Épargne      | + 0 s           |
| 7e | David Kopp         | Allemagne   | Gerolsteiner          | + 0 s           |
| 8e | Steven de Jongh    | Pays-Bas    | Quick Step-Innergetic | + 0 s           |
| 9e | Juan José Haedo    | Argentine   | CSC                   | + 0 s           |
| 10e | Enrico Gasparotto  | Italie      | Liquigas              | + 0 s           |

| \| Classement général \| Classement général \| Classement général \| Classement général \| Classement général \| \| Coureur \| Coureur \| Pays \| Équipe \| Temps \| \| ------------------ \| --------------------- \| ------------------ \| ------------------------------- \| ------------------ \| \| 1er \| Nick Nuyens \| Belgique \| Cofidis-Le Crédit par Téléphone \| 21 h 12 min 57 s \| \| 2e \| Thomas Dekker \| Pays-Bas \| Rabobank \| + 10 s \| \| 3e \| José Iván Gutiérrez \| Espagne \| Caisse d'Épargne \| + 14 s \| \| 4e \| David Millar \| Royaume-Uni \| Saunier Duval-Prodir \| + 16 s \| \| 5e \| Jurgen Van den Broeck \| Belgique \| Predictor-Lotto \| + 25 s \| \| 6e \| Leif Hoste \| Belgique \| Predictor-Lotto \| + 37 s \| \| 7e \| Léon van Bon \| Pays-Bas \| Rabobank \| + 41 s \| \| 8e \| Bram Tankink \| Pays-Bas \| Quick Step-Innergetic \| + 48 s \| \| 9e \| Paul Martens \| Allemagne \| Skil-Shimano \| + 49 s \| \| 10e \| Piet Rooijakkers \| Pays-Bas \| Skil-Shimano \| + 50 s \| |                       |             |                                 |                  |
| |                       |             |                                 |                  |
| |                       |             |                                 |                  |
| Classement général |                       |             |                                 |                  |
| Coureur | Coureur               | Pays        | Équipe                          | Temps            |
| 1er | Nick Nuyens           | Belgique    | Cofidis-Le Crédit par Téléphone | 21 h 12 min 57 s |
| 2e | Thomas Dekker         | Pays-Bas    | Rabobank                        | + 10 s           |
| 3e | José Iván Gutiérrez   | Espagne     | Caisse d'Épargne                | + 14 s           |
| 4e | David Millar          | Royaume-Uni | Saunier Duval-Prodir            | + 16 s           |
| 5e | Jurgen Van den Broeck | Belgique    | Predictor-Lotto                 | + 25 s           |
| 6e | Leif Hoste            | Belgique    | Predictor-Lotto                 | + 37 s           |
| 7e | Léon van Bon          | Pays-Bas    | Rabobank                        | + 41 s           |
| 8e | Bram Tankink          | Pays-Bas    | Quick Step-Innergetic           | + 48 s           |
| 9e | Paul Martens          | Allemagne   | Skil-Shimano                    | + 49 s           |
| 10e | Piet Rooijakkers      | Pays-Bas    | Skil-Shimano                    | + 50 s           |

### 6eétape
La sixième étape s'est déroulée le 28 août.
| \| Classement de l'étape \| Classement de l'étape \| Classement de l'étape \| Classement de l'étape \| Classement de l'étape \| \| Coureur \| Coureur \| Pays \| Équipe \| Temps \| \| --------------------- \| --------------------- \| --------------------- \| ------------------------------------- \| --------------------- \| \| 1er \| Pablo Lastras \| Espagne \| Caisse d'Épargne \| 4 h 15 min 28 s \| \| 2e \| Steven Caethoven \| Belgique \| Chocolade Jacques-Topsport Vlaanderen \| + 0 s \| \| 3e \| Anders Lund \| Danemark \| CSC \| + 0 s \| \| 4e \| Sébastien Hinault \| France \| Crédit Agricole \| + 0 s \| \| 5e \| Maarten Tjallingii \| Pays-Bas \| Skil-Shimano \| + 3 s \| \| 6e \| Sébastien Rosseler \| Belgique \| Quick Step-Innergetic \| + 13 s \| \| 7e \| Kim Kirchen \| Luxembourg \| T-Mobile \| + 13 s \| \| 8e \| Mirco Lorenzetto \| Italie \| Team Milram \| + 13 s \| \| 9e \| Steven de Jongh \| Pays-Bas \| Quick Step-Innergetic \| + 13 s \| \| 10e \| Matthew Goss \| Australie \| CSC \| + 13 s \| |                    |            |                                       |                 |
| |                    |            |                                       |                 |
| |                    |            |                                       |                 |
| Classement de l'étape |                    |            |                                       |                 |
| Coureur | Coureur            | Pays       | Équipe                                | Temps           |
| 1er | Pablo Lastras      | Espagne    | Caisse d'Épargne                      | 4 h 15 min 28 s |
| 2e | Steven Caethoven   | Belgique   | Chocolade Jacques-Topsport Vlaanderen | + 0 s           |
| 3e | Anders Lund        | Danemark   | CSC                                   | + 0 s           |
| 4e | Sébastien Hinault  | France     | Crédit Agricole                       | + 0 s           |
| 5e | Maarten Tjallingii | Pays-Bas   | Skil-Shimano                          | + 3 s           |
| 6e | Sébastien Rosseler | Belgique   | Quick Step-Innergetic                 | + 13 s          |
| 7e | Kim Kirchen        | Luxembourg | T-Mobile                              | + 13 s          |
| 8e | Mirco Lorenzetto   | Italie     | Team Milram                           | + 13 s          |
| 9e | Steven de Jongh    | Pays-Bas   | Quick Step-Innergetic                 | + 13 s          |
| 10e | Matthew Goss       | Australie  | CSC                                   | + 13 s          |

| \| Classement général \| Classement général \| Classement général \| Classement général \| Classement général \| \| Coureur \| Coureur \| Pays \| Équipe \| Temps \| \| ------------------ \| --------------------- \| ------------------ \| --------------------- \| ------------------ \| \| 1er \| Thomas Dekker \| Pays-Bas \| Rabobank \| 25 h 28 min 48 s \| \| 2e \| José Iván Gutiérrez \| Espagne \| Caisse d'Épargne \| + 4 s \| \| 3e \| David Millar \| Royaume-Uni \| Saunier Duval-Prodir \| + 6 s \| \| 4e \| Jurgen Van den Broeck \| Belgique \| Predictor-Lotto \| + 15 s \| \| 5e \| Leif Hoste \| Belgique \| Predictor-Lotto \| + 27 s \| \| 6e \| Léon van Bon \| Pays-Bas \| Rabobank \| + 31 s \| \| 7e \| Bram Tankink \| Pays-Bas \| Quick Step-Innergetic \| + 38 s \| \| 8e \| Paul Martens \| Allemagne \| Skil-Shimano \| + 39 s \| \| 9e \| Piet Rooijakkers \| Pays-Bas \| Skil-Shimano \| + 40 s \| \| 10e \| Juan Antonio Flecha \| Espagne \| Rabobank \| + 40 s \| |                       |             |                       |                  |
| |                       |             |                       |                  |
| |                       |             |                       |                  |
| Classement général |                       |             |                       |                  |
| Coureur | Coureur               | Pays        | Équipe                | Temps            |
| 1er | Thomas Dekker         | Pays-Bas    | Rabobank              | 25 h 28 min 48 s |
| 2e | José Iván Gutiérrez   | Espagne     | Caisse d'Épargne      | + 4 s            |
| 3e | David Millar          | Royaume-Uni | Saunier Duval-Prodir  | + 6 s            |
| 4e | Jurgen Van den Broeck | Belgique    | Predictor-Lotto       | + 15 s           |
| 5e | Leif Hoste            | Belgique    | Predictor-Lotto       | + 27 s           |
| 6e | Léon van Bon          | Pays-Bas    | Rabobank              | + 31 s           |
| 7e | Bram Tankink          | Pays-Bas    | Quick Step-Innergetic | + 38 s           |
| 8e | Paul Martens          | Allemagne   | Skil-Shimano          | + 39 s           |
| 9e | Piet Rooijakkers      | Pays-Bas    | Skil-Shimano          | + 40 s           |
| 10e | Juan Antonio Flecha   | Espagne     | Rabobank              | + 40 s           |

### 7eétape
La septième étape s'est déroulée le 29 août.
| \| Classement de l'étape \| Classement de l'étape \| Classement de l'étape \| Classement de l'étape \| Classement de l'étape \| \| Coureur \| Coureur \| Pays \| Équipe \| Temps \| \| --------------------- \| --------------------- \| --------------------- \| --------------------- \| --------------------- \| \| 1er \| Sébastien Rosseler \| Belgique \| Quick Step-Innergetic \| 36 min 50 s \| \| 2e \| José Iván Gutiérrez \| Espagne \| Caisse d'Épargne \| + 2 s \| \| 3e \| Gustav Larsson \| Suède \| Unibet.com \| + 6 s \| \| 4e \| David Millar \| Royaume-Uni \| Saunier Duval-Prodir \| + 11 s \| \| 5e \| Manuel Quinziato \| Italie \| Liquigas \| + 20 s \| \| 6e \| Raivis Belohvoščiks \| Lettonie \| Saunier Duval-Prodir \| + 29 s \| \| 7e \| Vladimir Gusev \| Russie \| Discovery Channel \| + 32 s \| \| 8e \| Leif Hoste \| Belgique \| Predictor-Lotto \| + 51 s \| \| 9e \| Sebastian Lang \| Allemagne \| Gerolsteiner \| + 52 s \| \| 10e \| Kim Kirchen \| Luxembourg \| T-Mobile \| + 55 s \| |                     |             |                       |             |
| |                     |             |                       |             |
| |                     |             |                       |             |
| Classement de l'étape |                     |             |                       |             |
| Coureur | Coureur             | Pays        | Équipe                | Temps       |
| 1er | Sébastien Rosseler  | Belgique    | Quick Step-Innergetic | 36 min 50 s |
| 2e | José Iván Gutiérrez | Espagne     | Caisse d'Épargne      | + 2 s       |
| 3e | Gustav Larsson      | Suède       | Unibet.com            | + 6 s       |
| 4e | David Millar        | Royaume-Uni | Saunier Duval-Prodir  | + 11 s      |
| 5e | Manuel Quinziato    | Italie      | Liquigas              | + 20 s      |
| 6e | Raivis Belohvoščiks | Lettonie    | Saunier Duval-Prodir  | + 29 s      |
| 7e | Vladimir Gusev      | Russie      | Discovery Channel     | + 32 s      |
| 8e | Leif Hoste          | Belgique    | Predictor-Lotto       | + 51 s      |
| 9e | Sebastian Lang      | Allemagne   | Gerolsteiner          | + 52 s      |
| 10e | Kim Kirchen         | Luxembourg  | T-Mobile              | + 55 s      |

## Classements finals
| \| Classement général \| Classement général \| Classement général \| Classement général \| Classement général \| \| Coureur \| Coureur \| Pays \| Équipe \| Temps \| \| ------------------ \| --------------------- \| ------------------ \| --------------------- \| ------------------ \| \| 1er \| José Iván Gutiérrez \| Espagne \| Caisse d'Épargne \| 26 h 05 min 44 s \| \| 2e \| David Millar \| Royaume-Uni \| Saunier Duval-Prodir \| + 11 s \| \| 3e \| Gustav Larsson \| Suède \| Unibet.com \| + 1 min 05 s \| \| 4e \| Leif Hoste \| Belgique \| Predictor-Lotto \| + 1 min 12 s \| \| 5e \| Thomas Dekker \| Pays-Bas \| Rabobank \| + 1 min 15 s \| \| 6e \| Vladimir Gusev \| Russie \| Discovery Channel \| + 1 min 17 s \| \| 7e \| Bram Tankink \| Pays-Bas \| Quick Step-Innergetic \| + 1 min 32 s \| \| 8e \| Sébastien Rosseler \| Belgique \| Quick Step-Innergetic \| + 1 min 33 s \| \| 9e \| Paul Martens \| Allemagne \| Skil-Shimano \| + 1 min 34 s \| \| 10e \| Jurgen Van den Broeck \| Belgique \| Predictor-Lotto \| + 1 min 34 s \| |                       |             |                       |                  |
| |                       |             |                       |                  |
| |                       |             |                       |                  |
| Classement général |                       |             |                       |                  |
| Coureur | Coureur               | Pays        | Équipe                | Temps            |
| 1er | José Iván Gutiérrez   | Espagne     | Caisse d'Épargne      | 26 h 05 min 44 s |
| 2e | David Millar          | Royaume-Uni | Saunier Duval-Prodir  | + 11 s           |
| 3e | Gustav Larsson        | Suède       | Unibet.com            | + 1 min 05 s     |
| 4e | Leif Hoste            | Belgique    | Predictor-Lotto       | + 1 min 12 s     |
| 5e | Thomas Dekker         | Pays-Bas    | Rabobank              | + 1 min 15 s     |
| 6e | Vladimir Gusev        | Russie      | Discovery Channel     | + 1 min 17 s     |
| 7e | Bram Tankink          | Pays-Bas    | Quick Step-Innergetic | + 1 min 32 s     |
| 8e | Sébastien Rosseler    | Belgique    | Quick Step-Innergetic | + 1 min 33 s     |
| 9e | Paul Martens          | Allemagne   | Skil-Shimano          | + 1 min 34 s     |
| 10e | Jurgen Van den Broeck | Belgique    | Predictor-Lotto       | + 1 min 34 s     |

| Classement par points | Classement par points | Classement par points | Classement par points                 | Classement par points |
| Coureur               | Coureur               | Pays                  | Équipe                                | Points                |
| --------------------- | --------------------- | --------------------- | ------------------------------------- | --------------------- |
| 1er                   | Mark Cavendish        | Royaume-Uni           | T-Mobile                              | 74 pts                |
| 2e                    | Luciano Pagliarini    | Brésil                | Saunier Duval-Prodir                  | 60 pts                |
| 3e                    | Pablo Lastras         | Espagne               | Caisse d'Épargne                      | 51 pts                |
| 4e                    | Steven de Jongh       | Pays-Bas              | Quick Step-Innergetic                 | 51 pts                |
| 5e                    | Gorik Gardeyn         | Belgique              | Unibet.com                            | 49 pts                |
| 6e                    | Thor Hushovd          | Norvège               | Crédit Agricole                       | 47 pts                |
| 7e                    | Steven Caethoven      | Belgique              | Chocolade Jacques-Topsport Vlaanderen | 43 pts                |
| 8e                    | José Iván Gutiérrez   | Espagne               | Caisse d'Épargne                      | 43 pts                |
| 9e                    | Wouter Weylandt       | Belgique              | Quick Step-Innergetic                 | 40 pts                |
| 10e                   | Kenny van Hummel      | Pays-Bas              | Skil-Shimano                          | 39 pts                |

| Classement par points | Classement par points | Classement par points | Classement par points                 | Classement par points |
| Coureur               | Coureur               | Pays                  | Équipe                                | Points                |
| --------------------- | --------------------- | --------------------- | ------------------------------------- | --------------------- |
| 1er                   | Mark Cavendish        | Royaume-Uni           | T-Mobile                              | 74 pts                |
| 2e                    | Luciano Pagliarini    | Brésil                | Saunier Duval-Prodir                  | 60 pts                |
| 3e                    | Pablo Lastras         | Espagne               | Caisse d'Épargne                      | 51 pts                |
| 4e                    | Steven de Jongh       | Pays-Bas              | Quick Step-Innergetic                 | 51 pts                |
| 5e                    | Gorik Gardeyn         | Belgique              | Unibet.com                            | 49 pts                |
| 6e                    | Thor Hushovd          | Norvège               | Crédit Agricole                       | 47 pts                |
| 7e                    | Steven Caethoven      | Belgique              | Chocolade Jacques-Topsport Vlaanderen | 43 pts                |
| 8e                    | José Iván Gutiérrez   | Espagne               | Caisse d'Épargne                      | 43 pts                |
| 9e                    | Wouter Weylandt       | Belgique              | Quick Step-Innergetic                 | 40 pts                |
| 10e                   | Kenny van Hummel      | Pays-Bas              | Skil-Shimano                          | 39 pts                |

| Classement de la montagne | Classement de la montagne | Classement de la montagne | Classement de la montagne | Classement de la montagne |
| Coureur                   | Coureur                   | Pays                      | Équipe                    | Points                    |
| ------------------------- | ------------------------- | ------------------------- | ------------------------- | ------------------------- |
| 1er                       | Martin Pedersen           | Danemark                  | CSC                       | 15 pts                    |
| 2e                        | Marcel Sieberg            | Allemagne                 | Team Milram               | 15 pts                    |
| 3e                        | Pablo Lastras             | Espagne                   | Caisse d'Épargne          | 8 pts                     |
| 4e                        | Maarten den Bakker        | Pays-Bas                  | Skil-Shimano              | 6 pts                     |
| 5e                        | Aitor Galdós              | Espagne                   | Euskaltel-Euskadi         | 6 pts                     |
| 6e                        | Volodymyr Bileka          | Ukraine                   | Discovery Channel         | 5 pts                     |
| 7e                        | Anders Lund               | Danemark                  | CSC                       | 5 pts                     |
| 8e                        | Rubén Pérez               | Espagne                   | Euskaltel-Euskadi         | 4 pts                     |
| 9e                        | Frederik Willems          | Belgique                  | Liquigas                  | 3 pts                     |
| 10e                       | Aart Vierhouten           | Pays-Bas                  | Skil-Shimano              | 3 pts                     |

| Classement de la montagne | Classement de la montagne | Classement de la montagne | Classement de la montagne | Classement de la montagne |
| Coureur                   | Coureur                   | Pays                      | Équipe                    | Points                    |
| ------------------------- | ------------------------- | ------------------------- | ------------------------- | ------------------------- |
| 1er                       | Martin Pedersen           | Danemark                  | CSC                       | 15 pts                    |
| 2e                        | Marcel Sieberg            | Allemagne                 | Team Milram               | 15 pts                    |
| 3e                        | Pablo Lastras             | Espagne                   | Caisse d'Épargne          | 8 pts                     |
| 4e                        | Maarten den Bakker        | Pays-Bas                  | Skil-Shimano              | 6 pts                     |
| 5e                        | Aitor Galdós              | Espagne                   | Euskaltel-Euskadi         | 6 pts                     |
| 6e                        | Volodymyr Bileka          | Ukraine                   | Discovery Channel         | 5 pts                     |
| 7e                        | Anders Lund               | Danemark                  | CSC                       | 5 pts                     |
| 8e                        | Rubén Pérez               | Espagne                   | Euskaltel-Euskadi         | 4 pts                     |
| 9e                        | Frederik Willems          | Belgique                  | Liquigas                  | 3 pts                     |
| 10e                       | Aart Vierhouten           | Pays-Bas                  | Skil-Shimano              | 3 pts                     |

| Classement par équipes | Classement par équipes | Classement par équipes | Classement par équipes |
| Équipe                 | Équipe                 | Pays                   | Temps                  |
| ---------------------- | ---------------------- | ---------------------- | ---------------------- |
| 1re                    | Quick Step-Innergetic  | Belgique               | 78 h 21 min 52 s       |
| 2e                     | Predictor-Lotto        | Belgique               | + 18 s                 |
| 3e                     | Rabobank               | Pays-Bas               | + 27 s                 |
| 4e                     | Caisse d'Épargne       | Espagne                | + 30 s                 |
| 5e                     | Skil-Shimano           | Pays-Bas               | + 33 s                 |
| 6e                     | Discovery Channel      | États-Unis             | + 40 s                 |
| 7e                     | Liquigas               | Italie                 | + 1 min 23 s           |
| 8e                     | Team Milram            | Italie                 | + 3 min 31 s           |
| 9e                     | T-Mobile               | Allemagne              | + 5 min 34 s           |
| 10e                    | Euskaltel-Euskadi      | Espagne                | + 9 min 30 s           |

| Classement par équipes | Classement par équipes | Classement par équipes | Classement par équipes |
| Équipe                 | Équipe                 | Pays                   | Temps                  |
| ---------------------- | ---------------------- | ---------------------- | ---------------------- |
| 1re                    | Quick Step-Innergetic  | Belgique               | 78 h 21 min 52 s       |
| 2e                     | Predictor-Lotto        | Belgique               | + 18 s                 |
| 3e                     | Rabobank               | Pays-Bas               | + 27 s                 |
| 4e                     | Caisse d'Épargne       | Espagne                | + 30 s                 |
| 5e                     | Skil-Shimano           | Pays-Bas               | + 33 s                 |
| 6e                     | Discovery Channel      | États-Unis             | + 40 s                 |
| 7e                     | Liquigas               | Italie                 | + 1 min 23 s           |
| 8e                     | Team Milram            | Italie                 | + 3 min 31 s           |
| 9e                     | T-Mobile               | Allemagne              | + 5 min 34 s           |
| 10e                    | Euskaltel-Euskadi      | Espagne                | + 9 min 30 s           |

## Évolution des classements
| Étape              | Vainqueur          | Classement général  | Classement par points | Classement par équipes |
| ------------------ | ------------------ | ------------------- | --------------------- | ---------------------- |
| P                  | Michiel Elijzen    | Michiel Elijzen     | pas attribué          | Cofidis                |
| 1                  | Nick Nuyens        | Nick Nuyens         | Nick Nuyens           | Predictor-Lotto        |
| 2                  | Mark Cavendish     | Nick Nuyens         | Nick Nuyens           | Predictor-Lotto        |
| 3                  | Robbie McEwen      | Nick Nuyens         | Mark Cavendish        | Predictor-Lotto        |
| 4                  | Wouter Weylandt    | Nick Nuyens         | Mark Cavendish        | Predictor-Lotto        |
| 5                  | Luciano Pagliarini | Nick Nuyens         | Mark Cavendish        | Predictor-Lotto        |
| 6                  | Pablo Lastras      | Thomas Dekker       | Mark Cavendish        | Predictor-Lotto        |
| 7                  | Sébastien Rosseler | José Iván Gutiérrez | Mark Cavendish        | Quick Step-Innergetic  |
| Classements finals | Classements finals | José Iván Gutiérrez | Mark Cavendish        | Quick Step-Innergetic  |